# East Popanyinning
East Popanyinning är en ort i Australien. Den ligger i kommunen Cuballing och delstaten Western Australia, omkring 150 kilometer sydost om delstatshuvudstaden Perth. Orten hade 18 invånare år 2021.